# Fairytale (episodio)
«Fairytale» (en español, «Cuento de hadas») es el tercer episodio de la cuarta temporada de la serie de televisión británica The Crown, basada en la vida de Isabel II desde que tomo su cargo como Reina del Reino Unido. Ambientado en 1981, sigue a Diana Spencer luego de comprometerse con Carlos de Gales, donde ella se da cuenta de que su cuento de hadas no es lo que parece. Fue escrito por el creador de la serie y productor ejecutivo, Peter Morgan y dirigido por el también productor ejecutivo, Benjamin Caron.
Olivia Colman, Tobias Menzies y Helena Bonham Carter se llevan los créditos principales como Isabel II, Felipe, duque de Edimburgo y la princesa Margarita, aunque toman un papel menor en el capítulo. Emma Corrin tiene la importancia en el episodio, interpretando a Diana Spencer, y posteriormente princesa de Gales. Mientras Josh O'Connor, Marion Bailey, Erin Doherty y Emerald Fennell también protagonizan.
«Fairytale» se estrenó en Netflix, junto a la totalidad de la cuarta temporada el 15 de noviembre de 2020. Recibió elogios de la crítica, con especial elogio a la actuación de Corrin como Diana en una exploración psicológica.

## Trama
Presionado por su familia para encontrar una esposa adecuada, Carlos, Príncipe de Gales, le propone matrimonio a Diana Spencer. Diana celebra su compromiso y, siguiendo el consejo del personal del Palacio de Buckingham, se muda inmediatamente al Palacio. A su llegada, irrita a la princesa Margarita y tiene dificultades para seguir el protocolo real. La prensa la recibe con más calidez, aunque Carlos se muestra evasivo cuando se le pregunta en una entrevista televisiva si la pareja está enamorada. Carlos luego parte en una gira por el extranjero, dejando a Diana sola.
Diana es instruida severamente en el estilo de vida real por su abuela, pero por lo demás se deja a su suerte en el Palacio. Se siente reconfortada por la gran cantidad de cartas de apoyo que recibe del público, pero no puede concertar una reunión con la reina Isabel y desarrolla bulimia. En el almuerzo con Camila Parker Bowles, una reunión propuesta por Carlos, Diana se avergüenza de lo poco que sabe sobre su prometido en comparación con la otra mujer. Luego descubre diseños para un brazalete, aparentemente un regalo de Carlos a Camila; vuelve a intentar ponerse en contacto con Isabel, insistiendo en que el matrimonio no puede seguir adelante.
A su regreso al país, Carlos visita a Camila por primera vez, pero le dice a Diana que tanto esto como el brazalete estaban destinados a poner fin a su asociación. Preocupada por lo que vio en el ensayo de la boda, Margarita luego se pronuncia en contra del matrimonio con Isabel y el príncipe Felipe. Isabel habla con Carlos, insistiendo en que su deber requiere que el matrimonio siga adelante y él llegará a amar a Diana con el tiempo. Mientras el público celebra su unión, Carlos y Diana se preparan solemnemente para su boda.

## Producción

### Desarrollo
Después del éxito de las dos primeras temporadas, en enero de 2018, Netflix confirmó la cuarta temporada junto a la tercera. Peter Morgan, que escribió la película de 2006 The Queen y la obra de teatro, es el creador de la serie y del capítulo. El director del episodio Benjamin Caron, también había participado en la producción escénica; además que el capítulo es el undécimo episodio de la serie dirigida por Caron y el segundo de la cuarta temporada, después de «Gold Stick». El episodio es el número treinta y tres de la serie, que esta previsto tenga sesenta episodios. «Fairytale» está dedicado a la memoria de Karen Smith, gerente de locaciones de The Crown, quien murió en 2020. El capítulo también es el primero de tres en usar una leyenda en su inicio mostrando un línk hacia una página de ayuda sobre trastorno alimenticio.

### Escritura
Morgan decidió no representar la boda de Carlos y Diana en sí, centrándose en cambio en el período de compromiso de la pareja; según Corrin y O'Connor, esto se debió a que la ceremonia se puede ver fácilmente en YouTube.

### Casting
Olivia Colman repite su papel como la reina Isabel II de la tercera temporada. Al igual que Tobias Menzies, como el príncipe Felipe; Helena Bonham Carter como la princesa Margarita; Josh O'Connor como Carlos, príncipe de Gales; Erin Doherty como la princesa Ana; Marion Bailey como la reina Madre y Emerald Fennell como Camilla Parker Bowles. En abril de 2019, Emma Corrin fue elegida como Lady Diana Spencer.

### Diseño de Vestuario
El vestido de novia de Diana fue recreado para los momentos finales del episodio. Los diseñadores de vestuario Amy Roberts y Sidonie Roberts consultaron con los diseñadores del vestido real, David y Elizabeth Emanuel, para recrear el artículo; según Caron, ver a Corrin vistiendo el vestido dejó al equipo de producción sin palabras. Elizabeth Emanuel expresó su aprobación por la recreación del vestido.

### Música
El episodio hace un uso significativo de la música popular contemporánea a su escenario de principios de la década de 1980, tal como la escuchó Diana. Las pistas presentadas incluyen «Edge of Seventeen» de Stevie Nicks, «Girls on Film» de Duran Duran y «Song for Guy» de Elton John. En la escena donde se usa la última pista, donde Diana realiza una danza de ballet de forma libre, Corrin eligió bailar la canción de Cher de 1998, «Believe» durante el rodaje. La escena fue editada inicialmente para ser compuesta por la banda sonora de Martin Phipps antes de que los herederos de John aceptaran el uso de «Song for Guy», lo que resultó en una desviación estilística de The Crown. Una pista vocal aislada de «Edge of Seventeen» también se usa sobre los créditos finales del episodio, con el permiso de Nicks.

### Filmación
La cuarta temporada comenzó a ser filmada en agosto de 2019 y terminó en marzo de 2020. Los productores confirmaron que el rodaje se completó antes de la cuarentena por la pandemia COVID-19; la fecha de estreno no se retrasó.

## Lanzamiento
«Fairytale» se estrenó en Netflix junto a la totalidad de la cuarta temporada en todo el mundo el 15 de noviembre de 2020.

## Recepción
«Fairytale» recibió críticas extremadamente positivas. En una reseña de cinco estrellas, Sarene Leeds de Vulture identificó la descripción inquebrantable del episodio de las deficiencias de la monarquía y el «abismo abismal» entre Diana y Carlos. Resumió que «para ver esta historia tan trillada finalmente se desarrolló de la manera más probable, culminando en un colapso mental completo, es a la vez agonizante y, curiosamente, un alivio». En Medium, Thomas J. West elogió aún más la descripción del trastorno alimentario de Diana, la incomodidad de su entrada al Palacio de Buckingham y la complejidad del carácter de Carlos.
Escribiendo para The A.V. Club, Caroline Siede elogió el primer plano del episodio de la juventud de Diana para implicar un aspecto «medieval» de su matrimonio con el Carlos mayor. Siede también notó la habilidad de Corrin para «transmitir la fiscalidad de una joven de 19 años», aunque sintió que el episodio podría haber responsabilizado a Carlos por su infelicidad en mayor grado. Meghan O'Keefe de Decider expresó más elogios para Corrin, cuyo análisis de su interpretación de Diana se centró en momentos vistos en «Fairytale». Al afirmar que la representación de Corrin es «sin duda la mejor Diana en pantalla que jamás hayamos visto», O'Keefe elogió su «habilidad técnica» y las alusiones a su «desesperación oculta».

### Premios y nominaciones
Por el episodio, Emma Corrin, Emerald Fennell y Benjamin Caron están compitiendo en los Premios Primetime Emmy de 2021, por Mejor actriz en una serie de drama, Mejor actriz de reparto en una serie de drama y Mejor dirección en una serie de drama respectivamente. Se revelaran a los ganadores en la ceremonia de los Emmy el 19 de septiembre de 2021.